# Logne (gehucht)
Logne is een gehucht in het Belgische dorp Vieuxville, gemeente Ferrières. Door het gehucht stroomt de beek de Lembrée die niet ver van het gehucht in de Ourthe uitmondt. Ten westen van het gehucht staat het Kasteel van Logne.

## Geschiedenis
De plaatsnaam duikt voor het eerst op in 862, in een akte van de abdij van Stavelot. Het kasteel in het gehucht fungeerde als vluchtplek in geval van nood, totdat het in 1521 werd verwoest.